# Eurostocepheus mahunkai
Eurostocepheus mahunkai är en kvalsterart som beskrevs av Durga Charan Mondal och Balsi Chand Kundu 1999. Eurostocepheus mahunkai ingår i släktet Eurostocepheus och familjen Otocepheidae. Inga underarter finns listade i Catalogue of Life.